# Берта ди Клавесана
Бе́рта ди Клаве́сана (итал. Berta di Clavesana; 1180—1224) — дочь маркграфа Чевы и Клавесана Бонифачо из дома Дель Васто, в замужестве — маркграфиня Монферратская.

## Биография
Берта ди Клавесана родилась около 1180 года в Клавезана. Она была дочерью Бонифачо, маркграфа Клавесано и Чева, графа Кортемилья и неизвестной по имени аристократки.
9 августа 1202 года Берта сочеталась браком с Гульельмо VII (в некоторых источниках указан как Гульельмо VI), маркграфом Монферратским из дома Алерамичи. Для маркграфа это был второй брак. С собой в качестве приданого она принесла супругу феоды Мамбараско и Кортемилья. В семье Берты и Гульельмо VII родились сын и две дочери:
- Бонифачо Алерамичи (1203 — 1253), маркграф Монферратский под именем Бонифачо II Гиганта, 9 декабря 1235 года сочетался браком с Маргаритой Савойской (ум. 1254);
- Беатриса Алерамичи (1210 — 1274), принцесса Монферратская, владелица Сен-Бонне, 15 ноября 1219 года сочеталась первым браком с Андре Ги VI (1184 — 14.3.1237), дофином Вьеннским; в 1252 году вторым браком с Ги II де Боже (ум. 1255) и третьим браком с Пьером де ла Ру;
- Алазия Алерамичи (ум. 1232), принцесса Монферратская, в 1229 году сочеталась браком с Генрихом I (3.3.1217 — 18.1.1253), королём Кипра из дома Лузиньянов[1].

Маркграфиня была красивой и образованной женщиной. Джованни Боккаччо в одной из новелл «Декамерона» описал Берту ди Клавесано, как самую красивую и доблестную женщину в мире.
Она умерла около 1224 года.